# Војводина Штајерска
Војводина Штајерска или Војводство Штајерска, је назив за једну од земаља у саставу Светог римског царства и Хабзбуршке монархије. Постојала је од 1180. до 1918. године, а заузимала је југоисточни део данашње Аустрије и источни део данашње Словеније. Управно седиште јој се налазило у граду Грацу. Становништво су чинили претежно Немци и Словенци. Ово војводство је постојало до 1918. године, када се његова територија дели између Аустрије и Државе Словенаца, Хрвата и Срба, која потом улази у састав Краљевине Срба, Хрвата и Словенаца (Југославије).

## Демографија
Етничке групе (1910. године):
- Немци — 983.000
- Словенци — 409.000